# Triquetrum

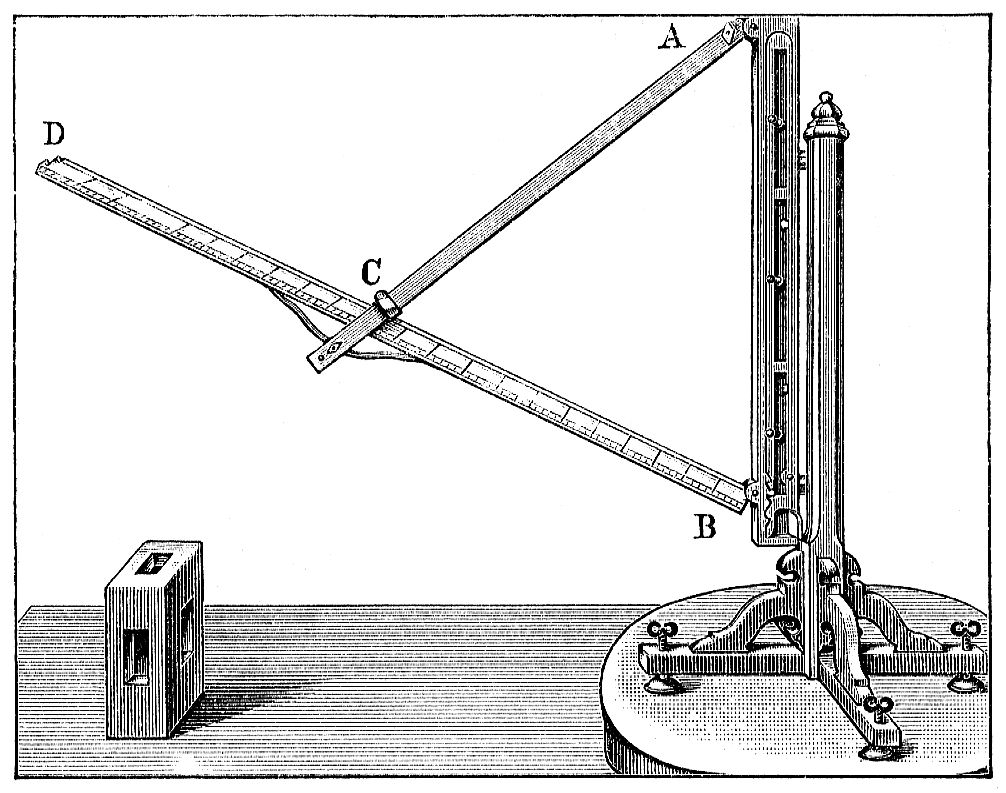
Triquetrum de Copèrnic

El triquetrum -del llatí tri ("tres") i quetrum ("cantonades") - era el nom medieval d'un antic instrument astronòmic descrit per  Ptolemeu en el seu  Almagest  i que va emprar per a determinar l'altura de cossos celestes. Ptolemeu en diu  "instrument paraláctic"  i sembla que el va emprar per poder determinar la distància zenital i la paral·laxi de la Lluna.

## Característiques
Complia amb la mateixa funció que el astrolabi però va ser dissenyat amb l'objectiu de mesurar els graus amb més exactitud. Consistia en un pal vertical amb un regle graduat i dos braços pivotants units per frontisses als dos extrems, el braç de dalt amb un espill. Els dos braços estaven units entre els seus extrems de manera que poguessin lliscar l'un sobre l'altre. Quan l'observador alineava l'objecte celeste amb la mira del braç superior el braç inferior canviava el seu angle. La lectura de la mesura sobre el regle, en combinació amb l'altura vertical, donava la distància azimutal o, alternativament, l'altitud de l'objecte celeste. 
El triquetrum va ser l'instrument astronòmic més popular fins a la invenció del telescopi, per l'avantatge que tenia sobre l'astrolabi a l'hora de mesurar els angles. Copèrnic descriu el seu ús en el llibre quart de  De revolutionibus orbium coelestium  sota la capçalera de " Instrumenti parallactici constructio ".  També va ser usat per Tycho Brahe. 

## Aplicacions
El triquetrum ha estat un exemple de l'ús de les matemàtiques en la vida real, ja que ha estat aplicat en diferents ocasions per determinar algunes dades d'interès, com: la distància zenital i la paral·laxi de la Lluna o fins i tot per a la construcció d'un important símbol arquitectònic, l'Alhambra de Granada; en la que s'utilitzà en els enrajolats que hi ha al Patis dels Lleons.